# 1973 في روسيا
فيما يلي قوائم الأحداث التي وقعت خلال عام 1973 في روسيا.

## كتب
من الكتب التي صدرت هذه السنة في روسيا:
- 1 يناير – أرخبيل غولاغ من تأليف ألكسندر سولجنيتسين.

## مواليد

### يناير
- 2 يناير – رومان كارمازين ملاكم روسي.
- 4 يناير – سيرجي تاتيفوسيان ملاكم روسي.
- 19 يناير – يفغيني سادوفي سبّاح روسي.

### فبراير
- 1 فبراير – إيلينا ماكاروفا لاعبة كرة مضرب روسية.

### مارس
- 19 مارس – سيرجي ماكاروف

### يونيو
- 21 يونيو – سليم ياماداييف

### يوليو
- 20 يوليو – نيكولاي كوزنيتسوف درّاج طريق روسي.

### أغسطس
- 7 أغسطس – سيرجي كوشيتكوف مبارز بالسيف روسي.
- 21 أغسطس – سيرجي برين
- 21 أغسطس – نيكولاي فالويف

### سبتمبر
- 27 سبتمبر – ستانيسلاف بوزدنياكوف مسايف روسي.

### أكتوبر
- 15 أكتوبر – ألكساندر فيليمونوف لاعب كرة قدم روسي.

### ديسمبر
- 5 ديسمبر – رسلان أوديزيف

## وفيات

### يناير
- 13 يناير – فاسيلي بانوف (مواليد 1906)

### مايو
- 15 مايو – يوجين رابينوفيتش (مواليد 1901)

### أغسطس
- 2 أغسطس – آنا فولكوف (مواليد 1902)

### سبتمبر
- 30 سبتمبر – عبد الله فائز الداغستاني (مواليد 1891)

### أكتوبر
- 26 أكتوبر – سيميون بوديوني (مواليد 1883)

### نوفمبر
- 24 نوفمبر – نيكولاي كاموف (مواليد 1902)